# Kim Bomsori
Kim Bomsori (tiếng Hàn: 김봄소리, sinh ngày 13 tháng 12 năm 1989) là một nghệ sĩ vĩ cầm dòng nhạc cổ điển người Hàn Quốc. Cô biểu diễn trong các buổi hòa nhạc trên khắp thế giới với tư cách là một nghệ sĩ thu âm và nghệ sĩ độc tấu với các dàn nhạc và nhạc trưởng hàng đầu.
Với tư cách một nghệ sĩ vĩ cầm, Bomsori đã giành được nhiều giải thưởng tại mười cuộc thi vĩ cầm quốc tế, bao gồm Tchaikovsky, Queen Elisabeth, ARD, Sibelius, Montreal, Sendai, Wieniawski, Joachim, Trung Quốc (Thanh Đảo), và Schoenfeld. Cô cũng hợp tác với các hãng thu âm lớn như Deutsche Grammophon và Warner Classics. Cô hiện đang chơi cây đàn của J.B. Guadagnini Turin chế tác từ năm 1744, được mượn từ quỹ văn hóa Kumho Asiana.

## Cuộc sống ban đầu và giáo dục âm nhạc
Bomsori sinh ra tại Daegu (Hàn Quốc), vào ngày 13 tháng 12 năm 1989. Lần đầu tiên cô được cầm cây đàn vĩ cầm là khi mới 5 tuổi. Sau đó, cô chuyển đến Seoul để theo học Trường Nghệ thuật Yewon.
Bomsori lấy bằng Cử nhân tại Đại học Quốc gia Seoul dưới sự dẫn dắt của nghệ sĩ Young Uck Kim, và lấy bằng Thạc sĩ cùng Bằng nghệ sĩ tại Trường Juilliard dưới sự dẫn dắt của Sylvia Rosenberg và Ronald Copes với tư cách là người nhận học bổng toàn phần.

## Sự nghiệp âm nhạc
Là một nghệ sĩ độc tấu, cô đã xuất hiện tại nhiều hội trường cũng như các nhà hát lớn trên toàn thế giới, chẳng hạn như Carnegie Hall, Lincoln Center, David Geffen Hall và Alice Tully Hall ở New York, Musikverein Golden Hall ở Viên, Tchaikovsky Hall ở Moscow, Philharmonia Hall ở St.Petersburg, Slovak Radio Concert Hall ở Bratislava, Finlandia Hall ở Helsinki,...
Qua đó, Bomsori cũng đã biểu diễn với nhiều dàn nhạc lớm chẳng hạn như Dàn nhạc giao hưởng New York, Dàn nhạc giao hưởng Bayerischer Rundfunk, Dàn nhạc giao hưởng Moscow,...
Bomsori đã xuất hiện ở rất nhiều lễ hội, chẳng hạn như Lucerne, Rheingau Musik Festival, Heidelberger Frühling, Gstaad Festival, Dvořák Festival (Rudolfinum tại Prague).
Năm 2019, cô là nghệ sĩ độc tấu thường xuyên tại dàn nhạc giao hưởng Poznań và xuất hiện với tư các nghệ sĩ tư gia tại Lễ hội Iserlohn Musik ở Đức.

## Thu âm

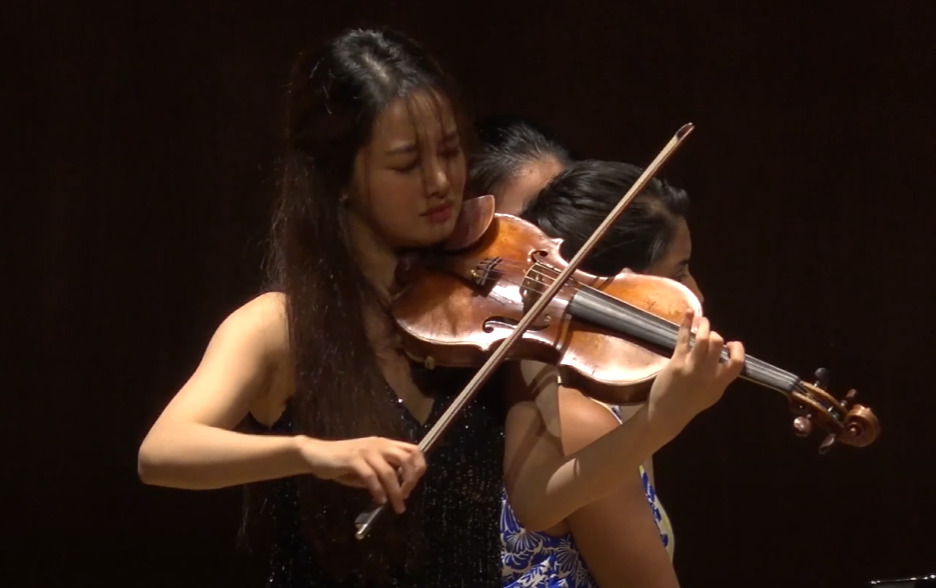
Kim Bomsori trong một buổi biểu diễn

Vào năm 2017, Warner Classics đã phát hành album đầu tay của Bomsori là Wieniawski/Shostakovich với Jacek Kaspszyk là nhạc trưởng và Dàn nhạc giao hưởng Warsaw, bao gồm Bản concerto cho vĩ cầm số 2 của Wieniawski và Bản concerto cho vĩ cầm số 1 của Shostakovich. Tạp chí Âm nhạc của BBC ca ngợi cách chơi của cô là "tập trung âm điệu và có lực đẩy vĩ nhịp nhàng mà mạnh mẽ", và tạp chí The Strad cho rằng "Tôi không thể nhớ lần cuối cùng tôi thưởng thức bản concerto này nhiều như thế nào." Năm 2018, album đầu tay của cô được đề cử cho Giải thưởng Âm nhạc Frederyk ở hạng mục Album của năm - Âm nhạc giao hưởng.
Năm 2019, Deutsche Grammophon phát hành album thứ hai mang tên Faure, Debussy, Szymanowski, Chopin của cô cùng với nghệ sĩ dương cầm Rafał Blechacz. Tạp chí Gramophone ca ngợi cách chơi của cô là "tập trung và đam mê". Năm 2020, cô giành được Giải thưởng âm nhạc Frederyk đầu tiên cho hạng mục Album tiếng Ba Lan xuất sắc nhất ở nước ngoài.

## Giải thưởng và chứng nhận
- 2010 – Cuộc thi âm nhạc quốc tế Sendai – Giải khuyến khích, Giải khán giả bình chọn[9]
- 2010 – Cuộc thi vĩ cầm quốc tế Jean Sibelius – vinh danh[7]
- 2011 – Cuộc thi vĩ cầm quốc gia Trung Quốc (Thanh Đảo) – Giải Nhất, Giải Âm nhạc Cổ điển[12]
- 2012 – Cuộc thi vĩ cầm quốc tế Joachim – Giải khuyến khích[11]
- 2013 – Cuộc thi âm nhạc quốc tế  ARD – Giải nhất, Giải đặc biệt cho tiểu phẩm[8]
- 2013 – Cuộc thi âm nhạc quốc tế Sendai – Giải khuyến khích
- 2015 – Cuộc thi vĩ cầm quốc tế Queen – Vinh danh[13]
- 2015 – Cuộc thi âm nhạc quốc tế Tchaikovsky – Giải khuyến khích[4]
- 2016 – Cuộc thi âm nhạc quốc tế Montreal – Giải nhì, Giải thưởng do khán giả lựa chọn của Đài phát thanh Canada[8]
- 2016 – Cuộc thi nhạc cụ dây quốc tế Schoenfeld – Giải nhì[13]
- 2016 – Cuộc thi vĩ cầm quốc tế Henryk Wieniawski – Giải nhì, Giải thưởng của nhà phê bình, chín giải thưởng đặc biệt bổ sung[10]
- 2018 – Giải thưởng Nghệ Sĩ Trẻ Hôm Nay do Bộ Văn hóa, Thể thao và Du lịch Hàn Quốc trao tặng.[23]
- 2018 – The Album of the Year Orchestral Music (Nominated) – Frederyk Music Award[21]
- 2018 – Forbes Hàn Quốc 30 under 30[24]
- 2019 – Giải thưởng nghệ sĩ trẻ do Hiệp hội âm nhạc Hàn Quốc tổ chức[25]
- 2020 – Giải thưởng nghệ sĩ trẻ do Hiệp hội âm nhạc Hàn Quốc tổ chức SK Gas[26]
- 2020 – Album tiếng Ba Lan xuất sắc nhất ở nước ngoài – Frederyk Music Award[22]